# پائولا جیکوبس
پائولا جیکوبس (انگلیسی: Paula Jacobs؛ زادهٔ ۱۹۳۲ میلادی) بازیگر اهل بریتانیا است.
از فیلم‌ها یا مجموعه‌های تلویزیونی که وی در آن‌ها نقش داشته‌است، می‌توان به خیابان کورونیشن، آدمکشان میدسامر، تلفات، پوآرو، گرگ‌نمای آمریکایی در لندن، بازمانده روز و چای با موسولینی اشاره نمود.